# Notharchus pectoralis
Notharchus pectoralis là một loài chim trong họ Bucconidae.